# Арань, Драгутин
Драгутин А́рань (хорв. Dragutin Arany; 1899, Капошвар — 18 января 1964 года, Загреб) — хорватский альтист. Сын регента.
С 1915 г. жил в Загребе, играл в оркестре Хорватского национального театра. В 1920—1943 гг. альтист Загребского квартета.
Вторую половину жизни Арань играл на альте Оскара Недбала, который передала ему вдова композитора.